# EX-213

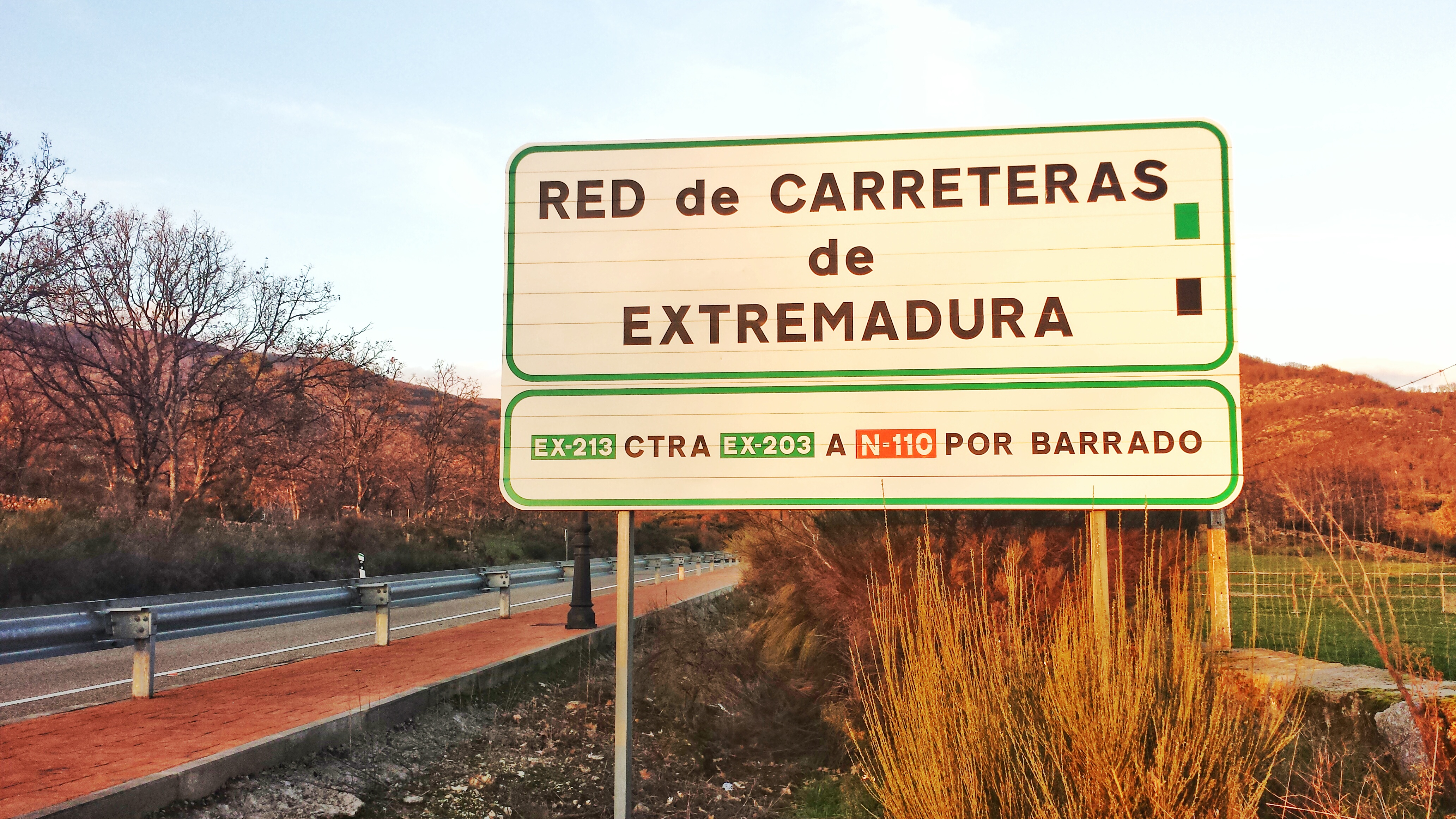
Cartel informativo de la carretera intercomarcal Ex-213 en el comienzo de su trazado en Pasarón de la Vera.

La carretera EX-213 es una vía titularidad de la Junta de Extremadura. Su categoría es intercomarcal y su denominación oficial es   EX-213 , de   EX-203  a   N-110  por Barrado. Es la denominada carretera de conexión entre el Valle del Jerte y la comarca de La Vera.